# Ruta 1704 (Lima)
La ruta 1704 o "la V" es una ruta de transporte público de la ciudad de Lima, que conecta los distritos de Carabayllo y San Juan de Miraflores. El trayecto de esta ruta consta de 133 y 132 paradas dependiendo de la dirección y dura aproximadamente entre 3 y 4 horas.

## Características
Esta ruta de transporte público está administrada por la empresa de transportes Vencedores C&P Inversiones S.A.C., y comparte similitud con las rutas 1503, 1504, 1513, 1514, 1611 y 1615, que transitan por el recorrido Carabayllo - Universitaria - Plaza San Miguel.

### Autorización
La ruta 1704 se encuentra autorizada por la Municipalidad Metropolitana de Lima (MML) y la Autoridad de Transporte Urbano (ATU).

## Trayecto
Los autobuses de la ruta 1704 (aprox. 70) comienzan a operar a las 5:00 a.m. y terminan a las 11:00 p.m. por los distritos de Carabayllo, Comas, Los Olivos, San Martín de Porres, Lima, Pueblo Libre y San Miguel, Magdalena del Mar, San Isidro, Miraflores, Santiago de Surco y San Juan de Miraflores en la provincia de Lima; pasando por importantes lugares, tales como los clubes metropolitanos Manco Cápac, Sinchi Roca y Lloque Yupanqui, las estaciones del Metropolitano Chimpu Ocllo, Los Incas, Andrés Belaúnde, 22 de Agosto y Universidad, las universidades de Ciencias y Humanidades, San Marcos, Católica, la Plaza San Miguel, el LUM, el Parque Central de Miraflores, el colegio Juana Alarco, la estación Cabitos, la universidad Ricardo Palma y el Colegio de la Inmaculada.

### Terminales
Su terminal de ida se encuentra en el centro poblado Punchauca, en Carabayllo y su terminal de vuelta se encuentra en el centro poblado La Rinconada de Pamplona Alta, en San Juan de Miraflores.

### Recorrido
| Dirección                   | Avenidas y calles |
| --------------------------- | --- |
| Ida Hacia Magdalena del Mar | Av. Túpac Amaru - Av. Chimpu Ocllo - Av. Universitaria - Av. Óscar Raimundo Benavides - Av. Aurelio García y García - Av. Venezuela - Av. Universitaria - Av. Lima - Jr. José de San Martín - Jr. Francisco Bolognesi - Av. Sucre - Jirón Junín - Av. Javier Prado Oeste - Av. Salaverry - Av. Pérez Araníbar - Av. Del Ejército - Av. José Pardo - Av. Paseo de la República - Av. Alfredo Benavides - Av. Defensores de Lima - Av. Central - C. La Libertad - Av. Edilberto Ramos.                                                  |
| Vuelta Hacia Carabayllo     | Av. Edilberto Ramos - Av. Principal - Av. Solidaridad de Abancay - Av. Paseo de la Solidaridad - Av. Defensores de Lima - Jr. Cerro Lindo - Carretera Panamericana Sur - Av. Alfredo Benavides - Av. Paseo de la República - Av. José Pardo - Av. Del Ejército - Av. Pérez Araníbar - Av. Salaverry - Av. Javier Prado Oeste - Av. Brasil - Jr. Cuzco - Av. Sucre - Jr. Grau - Av. Tacna - Jr. Independencia - C. Diego Quispe Tito - Av. Universitaria - Av. Ramón Herrera - Av. Universitaria - Av. Chimpu Ocllo - Av. Túpac Amaru. |

Actualmente la ruta 1704 solo dirige hasta la universidad Ricardo Palma.

## Rutas relacionadas
1502 (Puente Piedra - Lima), 1503 (Carabayllo - San Miguel), 1504 (Carabayllo - Pueblo Libre), 1513 (Carabayllo - Magdalena del Mar), 1514 (Carabayllo - San Miguel), 1604 (Carabayllo - Lince), 1611 (Puente Piedra - Lince), 1615 (Carabayllo - Lince), 1901 (Puente Piedra - La Perla).